# Tekno love
Tekno love er en dansk film fra 1989, skrevet og instrueret af Kim Toftum.

## Handling
Robert på 13 er blevet forelsket i Eva, som han via sin computer har kommunikeret med. Han tager hen for at besøge hende, men der er noget galt; enten eksisterer hun ikke eller også holdes hun indespærret. Sasja, en pige fra Roberts klasse, bliver indviet i mysteriet og sammen med hendes venner prøver de at afsløre en international databande specialiseret i økonomisk kriminalitet.

## Medvirkende
Blandt de medvirkende – udover en masse unge mennesker (blandt andet Gladsaxe Pigegarde) – kan nævnes:
- Lise-Lotte Norup
- Jørn Faurschou
- Jannie Faurschou
- Hanne Løye